# جولیوس فروم
جولیوس فروم (۴ مارس ۱۸۸۳ – ۱۲ مه ۱۹۴۵) یک کارآفرین و شیمیدان لهستانی-آلمانی بود و یکی از مخترعان کاندوم لاستیکی به‌شمار می‌رود. او همچنین چندین محصول الاستومری دیگر مانند دستکش‌های لاستیکی و بطری‌های آب گرم را تولید کرد. به دلیل میراث یهودی‌اش، شرکت و اموال شخصی او در جریان آریانی‌سازی توسط نازی‌ها در زمانی که در سال ۱۹۳۹ آلمان را به مقصد انگلستان ترک کرد، به سرقت رفت. با این حال، میراث او پس از جنگ به راحتی توسط بستگانش بازستانده نشد.

## زندگی‌نامه
فروم در شهر کونین، استان کالی‌ش، در پادشاهی لهستان به دنیا آمد. والدین او هر دو یهودیان لهستانی بودند و زمانی که جولیوس ده ساله بود، خانواده‌اش به دنبال زندگی بهتر به برلین رفتند. در آنجا، خانواده با تولید سیگار به زندگی خود ادامه دادند، همان‌طوری که بسیاری از یهودیان شرق اروپا در برلین در آن زمان انجام می‌دادند. والدین جولیوس در سنین جوانی درگذشتند و او از سن پانزده سالگی مجبور شد از خود و شش خواهر و برادرش مراقبت کند. با مکانیزه شدن تدریجی و جایگزینی شده آن تولید دستی، فروم شروع به شرکت در کلاس‌های شبانه شیمی کرد.
با آغاز جنگ جهانی اول، آلمان شاهد لیبرالیزه شدن سریع ارزش‌های جنسی بود و بیماری‌های مقاربتی به سرعت گسترش یافتند. در این زمان، اکثر کاندوم‌ها هنوز از «پوست» ساخته می‌شدند: از روده یا مثانه شیمیایی درمان شده. کاندوم‌های لاستیکی نیز در دسترس بودند؛ این کاندوم‌ها با پیچیدن ورق‌های خام لاستیک به دور قالب‌ها ساخته می‌شدند و سپس در محلولی برای ولکانیزه کردن لاستیک غوطه‌ور می‌شدند. در سال ۱۹۱۲، فروم روش غوطه‌وری با سیمان را اختراع کرد که کاندومی نازک‌تر و بدون درز تولید می‌کرد. به جای کار با لاستیک به عنوان یک ماده جامد، آن را با بنزین یا بنزن مخلوط می‌کردند. این کار آن را به مایعی تبدیل می‌کرد که می‌توانستند قالب‌ها را در آن غوطه‌ور کنند. فروم اختراع خود را در سال ۱۹۱۶ ثبت کرد. تولید انبوه در سال ۱۹۲۲ آغاز شد و موفقیت بزرگی بود—کاندوم‌های فروم، همان‌طور که نامیده می‌شدند، اولین کاندوم‌های برند دار شدند که به کارآفرین این امکان را داد تا به زودی شعبه‌هایی در دانمارک، بریتانیا، لهستان و هلند باز کند. فروم به یک اصطلاح برای کاندوم در آلمان تبدیل شد. در سال ۱۹۲۰، فروم به عنوان یک شهروند آلمانی شد. در سال ۱۹۲۸، اولین دستگاه‌های فروش کاندوم توسط شرکت فروم نصب شد، اما وزارت کشور تنها اجازه داد که مزایای بهداشتی کاندوم‌ها تبلیغ شود و استفاده از کاندوم به عنوان یک روش پیشگیری از بارداری اجازه تبلیغات نداشت، زیرا نگرانی‌هایی از کاهش بیشتر نرخ زاد و ولد وجود داشت. این شرکت همچنین نوک‌های شیشه شیر و دستکش‌های لاستیکی را با غوطه‌ور کردن قالب‌ها در محلول لاستیک تولید می‌کرد.

## دوره نازی

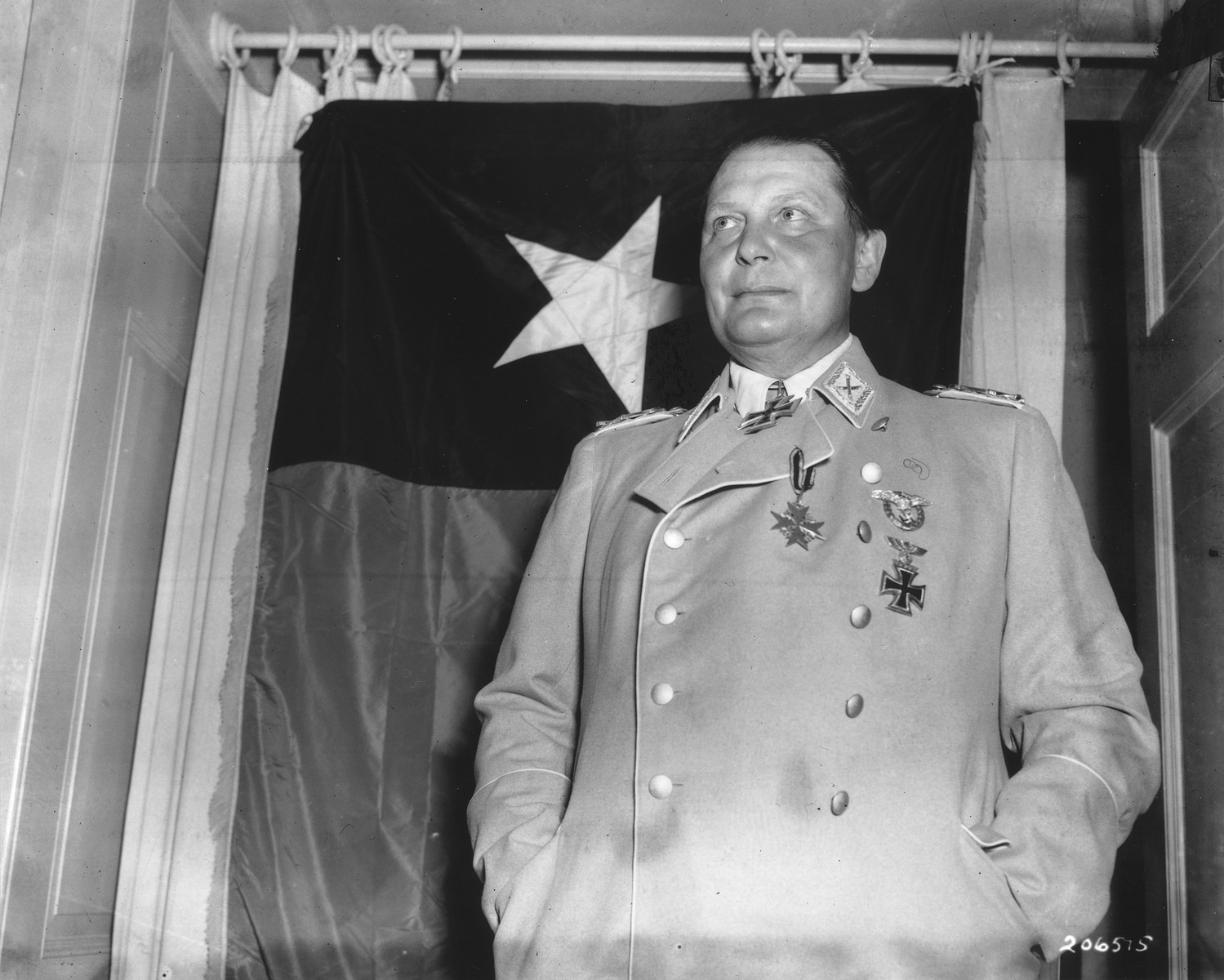
گورینگ در اسارت ۹ مه ۱۹۴۵

با این حال در سال ۱۹۳۸، تحت حکومت نازی‌ها، دولت، فروم را مجبور کرد تا کارخانه‌هایش را به مبلغ ۱۱۶۰۰۰ رایشس، که فقط بخشی از ارزش واقعی آن‌ها بود، به بارونز الیزابت فون اپنشتاین، مادربزرگ هرمان گورینگ، بفروشد. این فرایند به عنوان آریانی‌سازی شناخته می‌شد و شامل فروش یا حراج اموال یهودیان با قیمتی بسیار پایین‌تر از ارزش بازار به شهروندان آلمانی بود. در عوض، اپنشتاین دو قلعه، ولدنشتاین و ماوترندورف، را به گورینگ داد. یک سال بعد، فروم به لندن مهاجرت کرد، جایی که در ۱۲ مه ۱۹۴۵ در آنجا درگذشت. املاک فروم، که معادل حدود ۳۰ میلیون یورو ارزش داشت، در ۱۷ مه ۱۹۴۳ به مبلغ رایشس حراج شده بود، اگرچه بسیاری از اقلام از جمله یک پیانو بزرگ، بشقاب‌ها و کتابخانه‌اش پیش از آن حراج، خریداری یا دزدیده شده بودند.
کارخانه فروم در کوپنیک تقریباً به‌طور کامل توسط بمباران‌های هوایی متفقین ویران شد و ماشین‌آلات باقی‌مانده به اتحاد جماهیر شوروی منتقل گشت، زیرا در بخش شرقی برلین قرار داشت. کارخانه فریدرایشسهاگن به تولید کاندوم، به ویژه برای ارتش سرخ ادامه داد.
طبق توافق‌نامه پوتسدام، کارخانه‌ها باید به خانواده فروم بازگردانده می‌شدند، اما شرکت توسط دولت کمونیستی ملی‌سازی شد.
در آلمان شرقی، کاندوم‌های فروم که توسط Volkseigener Betrieb "Plastina" تولید می‌شدند و برند به "Mondos" تغییر نام یافت.
در آلمان غربی، پسر جولیوس فروم، هربرت فروم، مجبور شد مبلغ ۱۷۴٬۰۰۰ مارک به اتو متز-راندا برای حقوق نام فروم پرداخت کند. متز-راندا، معشوق الیزابت فون اپنشتاین، این حقوق را پس از مرگ پدرخوانده گورینگ به دست آورده بود و موفق شد خود را از یک سوداگر آریایی‌سازی (زدودن یهودی) به ربانی رژیم ناسیونال سوسیالیستی تبدیل کند. هربرت فروم به یک شرکت برمن مجوز تولید کاندوم‌های فروم را اعطا کرد که اکنون به نام مپا شناخته می‌شود و تا به امروز آن‌ها را تولید می‌کند.